# Finger weg von meiner Frau
Finger weg von meiner Frau (Originaltitel: Not with My Wife, You Don’t!) ist eine US-amerikanische Filmkomödie aus dem Jahr 1966 von Norman Panama. Das Drehbuch verfasste er selbst zusammen mit Larry Gelbart und Peter Barnes. Die Hauptrollen sind mit Tony Curtis, George C. Scott und Virna Lisi besetzt. Zum ersten Mal ins Kino kam der Film am 2. November 1966 in New York City. In der Bundesrepublik Deutschland hatte er seine Premiere am 10. Februar 1967.

## Handlung
Rückblende: Im Koreakrieg waren die beiden Fliegeroffiziere Tom Ferris und Tank Martin Freunde geworden, obwohl sie sich um dasselbe Mädchen bemüht hatten. Eines Tages aber wurde es bei Tom ernst: Er verliebte sich so stark in Julie, eine Krankenschwester italienischer Abstammung, dass er auch unfaire Mittel nicht scheute, Tank, dem die aparte junge Dame ebenfalls gefiel, aus dem Felde zu schlagen und sie nach dem errungenen Sieg zu heiraten.
Inzwischen sind 14 Jahre vergangen. Das Ehepaar lebt mittlerweile in London. Auf einmal aber ist Tom gar nicht mehr wohl zumute, als der totgeglaubte Rivale von einst auftaucht, er selbst aber von seinem Dienstherrn zu einem Rettungskurs nach Labrador beordert wird. Außerdem hat Tank sich zu einem Schürzenjäger nicht unbeträchtlichen Ausmaßes entwickelt, während Tom ein gar zu eifriger Karrierejäger geworden ist und darüber seine Frau vernachlässigt. Obwohl der aufs Ganze gehende Nebenbuhler nun ähnliche Mittel anwendet wie sein Intimus von damals, kann diesen auch die Entfernung von Labrador bis Rom, wo inzwischen die unbefriedigte Gattin und der die Befriedigung bereitwillig versprechende Liebhaber gelandet sind, nicht daran hindern, rechtzeitig wieder da zu sein und nach dem Kampf die Ordnung wiederherzustellen. Tank – ungerührt – zieht wieder ab, und Tom hat sich zum Besseren gewandelt.

## Auszeichnungen
Der Film war 1967 für den Golden Globe Award in der Kategorie Bester Film – Musical/Komödie nominiert worden.

## Kritiken
Der Evangelische Film-Beobachter hat nur wenig auszusetzen: „Turbulentes Dreiecks-Lustspiel in der Art des Boulevardtheaters – streckenweise umwerfend komisch, aber auch sehr stilunsicher.“ Zu einer ähnlichen Einschätzung gelangt das Lexikon des internationalen Films: „Dreiecksgeschichte in schwungvoller Inszenierung, etwas lang, aber unterhaltsam.“